# MayaVi
MayaVi је програм за визуализацију научних података написан у Пајтону, који користи ВТК и обезбеђује ГУИ преко Ткинтера. MayaVi је развијен од стране Праху Рамачандрана, бесплатан је и дистрибуира се под БСД лиценцом. То је прелаз-платформа и ради на било којој платформи где су Питхон и ВТК су доступни (скоро на сваком Јуниксу, Мас ОЅ Х или Виндоусу). MayaVi се изговара као један назив, "Ма-ја-Ви", што значи "мађионичар" на санскриту. Кодекс MayaVi нема ништа заједничко са Аутодеском Маја или ви .

Најновија верзија MayaVi , назван MayaVi 2, је компонента Ентрутха пакета научног Пајтон програма. То се разликује од оригиналног MayaVi  по својим јаким фокусом, не само као интерактивни програм, већ и за вишеструку употребу компоненте за 3D  цртање у Пајтону. Иако открива мало другачији интерфејс и АПИ од оригиналног MayaVi-а, сада има више функција.

## Главне карактеристике
- замишља рачунарске мреже и скаларе, векторе и тензорске податке
- једноставан за коришћење ГУИ
- може да се увезе као Пајтон модул из других Пајтон програма или може бити сценарио из Пајтон преводиоца
- подржава визуелизацију звучних података преко ливених картографа текстуре и зрака
- Подржава било који ВТК податак коришћењем формата података ВТК
- Подржава PLOT3D податак
- више скупова података може да се користи истовремено
- обезбеђује прегледач цевовод, са којим објекат у ВТК цевоводу може претраживати и измењивати
- Увози једноставне VRML и 3D Studio сцене
- Модули и филтери података могу да се додају по наруџбини
- Извоз у постскрипт датотеке
- PPM/BMP/TIFF/JPEG/PNG слике, Отворени инвентор, Геовју OOGL, VRML датотеке, Вејвфронт обј. датотеке, или рендермен РИБ датотеку